# Piridina
É uma substância orgânica, com algumas características semelhantes ao benzeno (aromática). Também possui uma fraca basicidade, podendo formar sais com ácidos. Sua mais importante propriedade, aproveitada pelos organismos vivos que usam compostos de piridina, é a possibilidade de mediar reações de oxi-redução, formando ligações com hidrogênio (NADH), atuando assim como "transportadora de elétrons".
Compostos relacionados a piridina podem ser produzidos reagindo 1,5 cetonas com nitrato de amônio em meio de ácido acético ou a partir do ácido nicotínico.

Reação da Piridina com um Ácido